# École Presqu'île
L'École Presqu'île est un établissement privé d'enseignement supérieur fondé en 1984 à Lyon spécialisé dans la formation aux métiers du Design, de l'Immobilier, et de la Communication.
École d’enseignement supérieur auprès de l’Éducation Nationale depuis 1984 et centre de formation professionnelle auprès de la préfecture de la région Rhône-Alpes depuis 1995.

## Formations
L'établissement assure des formations diplômantes de Bac à Bac+4 :
- Bachelor Design & Arts - 1 ère année (tronc commun avant la spécialisation en design graphique ou design d’espace)
- Bachelor Design graphique - 2ème année (concepteur / conceptrice graphique)
- Bachelor Design graphique - 3ème année (graphiste multimédia)
- Cycle pro - 4ème année (direction artistique, web & motion design)
- Bachelor Design d’espace - 2ème année (concepteur / conceptrice en design d'espace)
- Bachelor Design d’espace - 3ème année (designer en architecture d'intérieur)
- Cycle pro - 4ème année (éco-conception, architecture d’intérieur & design 3d)
- BTS Professions Immobilières - 1ère et 2ème année
- Bachelor Immobilier - 3ème année (chargé de gestion commerciale – option immobilier)
- BTS Communication - 1ère et 2ème année
- Bachelor Communication / Design graphique - 3ème année (chargé de communication Plurimédia)

## Récompenses
- Quatre projets lumières sélectionnés par la ville de Lyon pour l'édition 2015 de la Fête Des Lumières.
- Depuis 2014, création lumière pour la société de transport Rhônexpress pour la Fête Des Lumières. http://www.fetedeslumieres.lyon.fr/fr/installation/flashing-light
- Depuis 2010, conception-création d'affiches de spectacles par les étudiants (BTS Design Graphique) exposées au Théâtre de la Croix-Rousse.
- Expositions de projets de scénographies (BTS Design d'Espace) pour des pièces jouées au Théâtre de la Croix-Rousse.
- Premiers prix pour les créations des cartes de vœux de la ville de Lyon en 2013/2014/2015/2016. http://www.leprogres.fr/lyon/2016/01/23/clement-dulieu-et-coline-mergen-signent-les-visuels-des-voeux-2016
- Nombreuses identités visuelles pour entreprises, associations telles que : BRENDA, CANOL, SAINT-FONS JAZZ, IFAPS, NEUVILLE-SUR-SAÔNE, OPTIMAL...
- Premiers prix du concours national "Faire une fleur à la ville" et de "Nature urbaine". http://blog.ecolepresquile.fr/2012/05/18/les-projets-de-lecole-presquile-retenus-au-concours-national-nature-urbaine-2012/
- Sélection au concours européen du design "L'espace cuisine" Le Mans Créapolis.
- 1er prix du concours national de conception de l'espace d'accueil d'agences bancaires pour le Crédit Lyonnais. http://blog.ecolepresquile.fr/2010/05/13/lecole-presquile-remporte-le-concours-darchitecture-lcl-merchandising-2009/